# Agia Pelagia

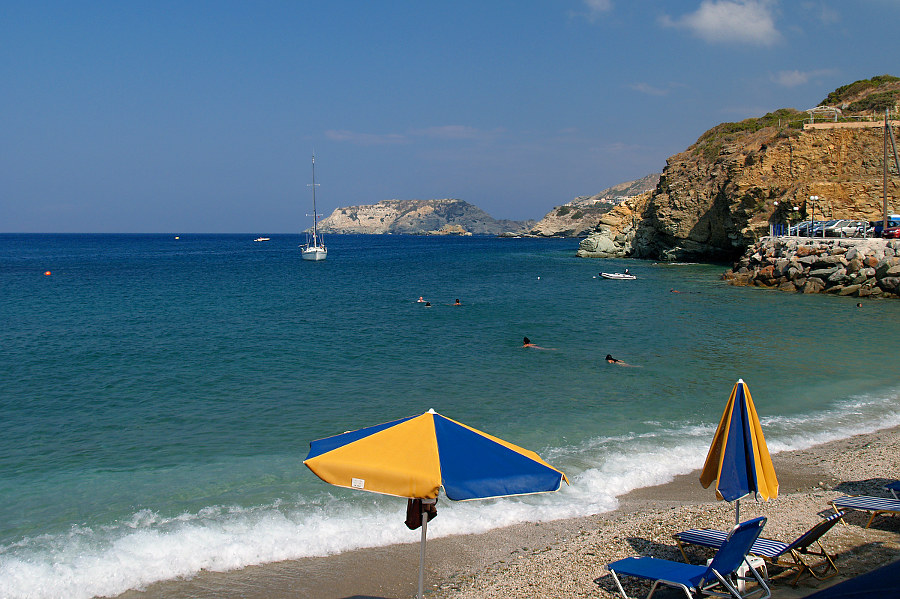
Praia de Agia Pelagia; vista em direção a sudeste

Agia Pelagia (em grego: Αγία Πελαγία; romaniz.: Ayía Pelayía; Santa Marina ou Santa Margarida) é uma pequena aldeia piscatória e estância turística de praia situada na zona central da costa norte da ilha de Creta, Grécia, na unidade regional de Heraclião. Pertence à unidade municipal de Gazi e ao município de Malevizi.

## Descrição
Situa-se numa baía pitoresca com água impressionantemente azul e verde, aproximadamente semicircular, onde as colinas costeiras formam uma espécie de anfiteatro, 14 km a noroeste de Gazi e 23 km a noroeste da capital da ilha, Heraclião. Mais do que uma aldeia propriamente dita, Agia Pelagia designa um conjunto de pequenas aldeias e praias, cujo núcleo principal, onde a urbanização é mais compacta, se situa junto à praia da maior das várias baías da zona. A baía é abrigada dos ventos de norte que predominam na região pelo cabo Suda (não confundir com Suda perto de Chania), situado a norte da praia.
Agia Pelagia é muito popular como destino de praia, tanto por turistas estrangeiros como habitantes de Heraclião. É uma estância relativamente mais calma do que outras na costa norte de Creta. Além da praia de Agia Pelagia propriamente dita, muito concorrida, há outras praias menos frequentadas e com menos infraestruturas a norte/noroeste (Kladissos, Psaromoura e Mononaftis) e a leste (Ligaria), além da praia privada da península de Capsis, a norte da aldeia, pertencente a um grande hotel de luxo. Os habitantes locais vivem sobretudo do turismo e da agricultura.

## Mosteiro e romaria de Agia Pelagia
O topónimo deve-se ao mosteiro homónimo (Moni Agia Pelagia; coordenadas: 35° 24' 29" N 25° 0' 27" E) dependente do mosteiro de Sabbathiana, situado um quilómetro a oeste da aldeia, junto a Xirokampos, à beira de um ribeiro que desagua na praia de Agia Pelagia. O mosteiro já foi desativado, mas a sua igreja ainda funciona. Foi construído no século XIII e foi um dos mais importantes durante o período veneziano, tendo sido mencionado por vários viajantes.
A arquitetura do mosteiro é pouco usual, pois as celas dos monges estão ligadas à igreja e não em volta dela. Perto do mosteiro há uma adega onde era produzido vinho e vários buracos na rocha que eram usados como celeiros pelos monges.
A festa de Agia Pelagia (Santa Marina ou Santa Margarida de Antioquia), a 8 de outubro, era especialmente importante para os venezianos, tendo sido instituída como feriado em 1519. Até meados do século XX acorriam ao à romaria de Agia Pelagia milhares de pessoas de toda a Creta e do Egeu. As festividades prolongavam-se até 20 de outubro. Como a área era de difícil acesso até há algumas décadas, muitos dos romeiros chegavam em barcos provenientes de Heraclião. Na atualidade a romaria ainda tem bastante popularidade.
Santa Marina é também adorada na caverna-santuário de Evresi onde, segundo a lenda local, foi encontrado o ícone de Agia Pelagia (Santa Marina) que deu origem ao mosteiro. A caverna situa-se na extremidade da praia junto ao cabo Suda. Durante as festas da santa, centenas de pessoas cobrem as mãos, pés ou pernas na areia enquanto assiste à liturgia na caverna, pois acredita-se que a areia tem poderes curativos.

## Outros mosteiros
Em Ligaria existiu outro mosteiro, Moni Panagia Deligara (ou Ligaria ou Ligariotissa; coordenadas: 35° 23' 49" N 25° 1' 46" E) que é mencionado num documento de 1610. O mosteiro já não existe, estando no seu lugar uma igreja de construção relativamente recente, igualmente dedicada a Panagia (Nossa Senhora), que conserva no seu interior o único vestígio do antigo mosteiro: uma arco de reforço (sfendonio).

## História

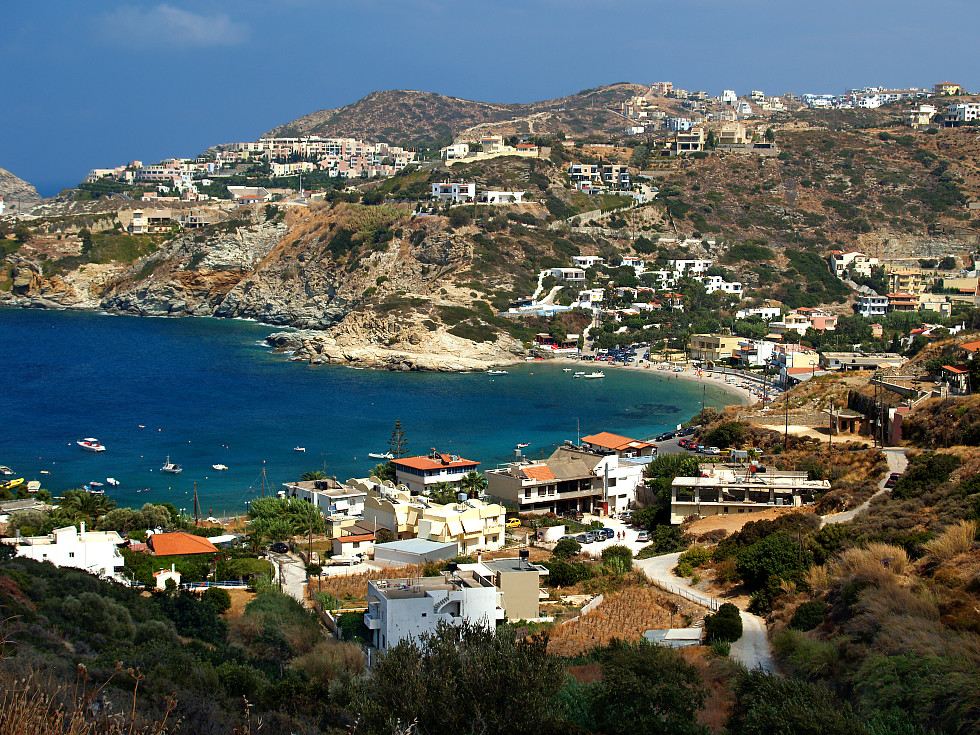
A baía de Ligaria, a sudeste de Agia Pelagia, vista de oeste para leste

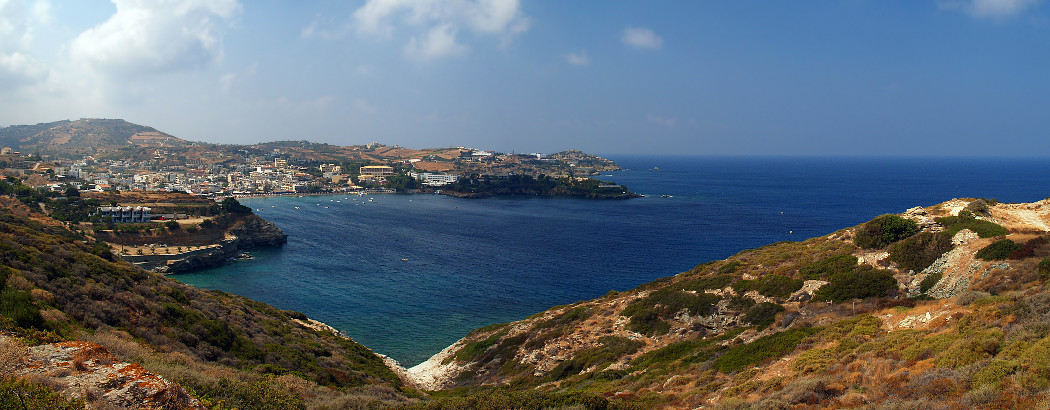
Panorâmica da baía de Agia Pelagia desde sul

No local onde se encontra a aldeia existiu uma antiga cidade minoica, que foi habitada desde c. 2 000 a.C.. Ali foram encontrados vários vestígios datados de entre 1 700 a.C. e 1 300 a.C., quando os habitantes mantinham relações com Festo, Cnossos e as Cíclades. A cidade foi destruída por um fogo c. 1 200 a.C., mas foi posteriormente reocupada.
Os achados arqueológicos no cabo Suda, perto da caverna de Evresi, foram considerados por Arthur Evans os mais bem preservados de um porto minoico. Muitas das cerâmicas recolhidas em Agia Pelágia encontram-se atualmente no Museu Ashmoleano de Oxford, Inglaterra. Depois das escavações de Evans, em 1979 foram iniciadas novas escavações. Antes disso, em 1970, foram descobertos no lugar de Kladistos (ou Kladotos) túmulos pós-minoicos e a chamada "universidade" ou pritaneu, (sede do governo da cidade, onde funcionava a assembleia da cidade e a academia, um edifício decorado om faixas vermelhas e amarelas e pavimentos branco). Para alguns académicos, estas ruínas suportam a hipótese de que a antiga cidade de Apolónia (em grego: Ἀπολλωνία) se situava no cabo Suda, embora as ruínas possam também ser de Panormos. Apolónia foi uma cidade importante durante o período helenístico (meados do século IV a.C.), que foi destruída em 171 a.C., durante um feroz ataque dos antigos aliados de Cidónia.
Os vestígios mais importantes cobrem uma área vasta e incluem grandes depósitos de água (para abastecimento de navios), um aqueduto romano, túmulos com inscrições, uma hospedaria, torres e fortificações. As ruínas foram apenas parcialmente escavadas e estão parcialmente cobertas de vegetação. Na região foram ainda feitos outros achados, como peças de cerâmica, moedas de cobre de várias cidades (Gortina, Oaxo, Arcádia, etc.), moedas de Apolónia (com a efígie de Apolo e um ramo de palmeira), urnas, recipientes de vinho e utensílios relacionados com a produção de azeitona. Pensa-se que as pedras semipreciosas usadas no fabrico de objetos atualmente em exposição no Museu Arqueológico de Heraclião sejam provenientes da área de Agia Pelagia.
Durante o período veneziano, Agia Pelagia foi um dos portos mais importantes da região. Durante o cerco otomano de Cândia (Heraclião), ele foi usado para fornecer ajuda aos sitiados. Depois da conquista otomana, os turcos construíram um forte, dos quais não há vestígios atualmente. Foi em Agia Pelagia que o célebre navio Arkadi ancorou durante a Revolta de Creta de 1866-1869 para fornecer munições aos rebeldes.
Até 1965, Agia Pelagia era pouco mais do que um pequeno porto onde era carregada madeira e carvão destinada a Heraclião. Nesse ano apareceu alguém a comprar terras aos locais, a 5 dracmas o metro quadrado, a que se seguiu alguém que oferecia o dobro desse valor. Isso deu início ao desensolvimento turístico e exploração imobiliária na zona.